# Гауссова кривизна

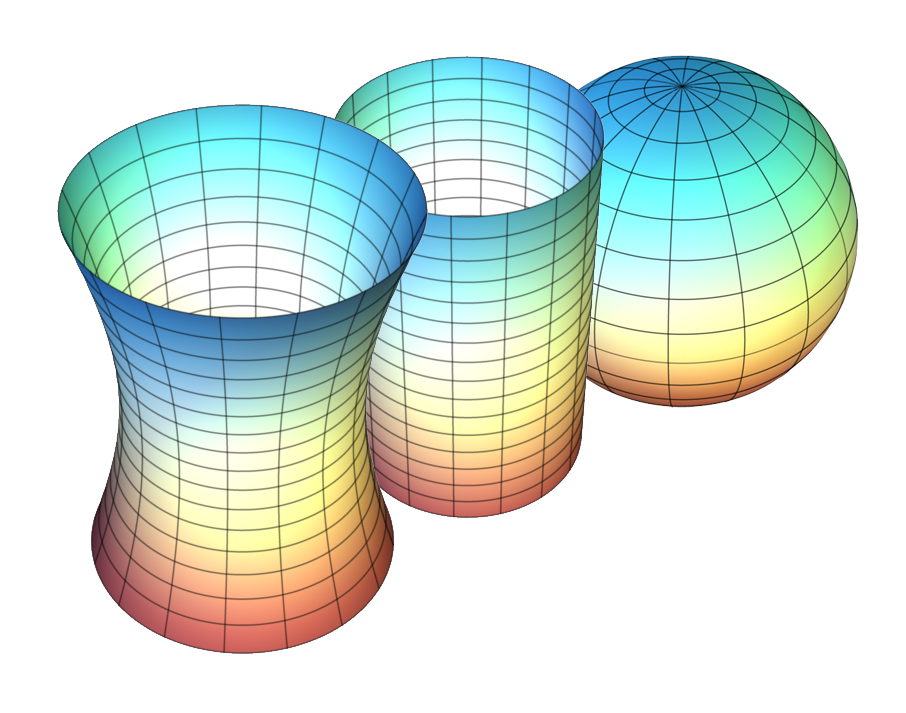
Слева направо: поверхность с отрицательной гауссовой кривизной (гиперболоид), поверхность с нулевой гауссовой кривизной (цилиндр) и поверхность с положительной гауссовой кривизной (сфера).

Гауссова кривизна — мера искривления поверхности в окрестности какой-либо её точки. Гауссова кривизна является объектом внутренней геометрии поверхностей, то есть она не изменяется при изометрических изгибаниях.

## Определение

### Кривизна Гаусса для двумерной поверхности

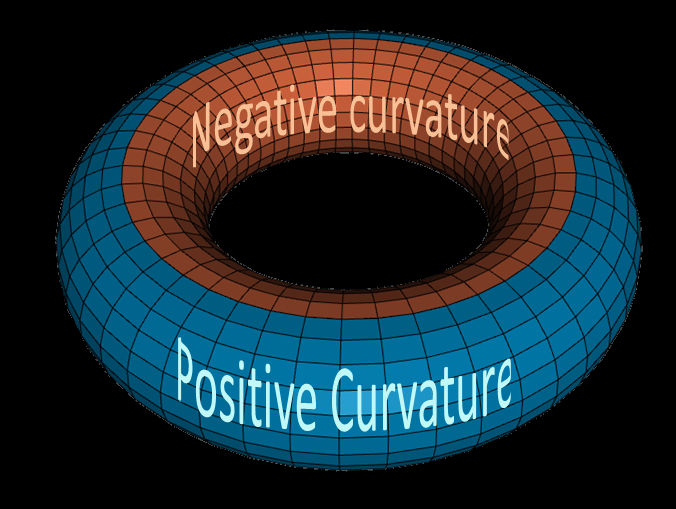
На торе есть точки с положительной (Positive), нулевой и отрицательной (Negative) гауссовой кривизной.

Обозначим нормальные кривизны в главных направлениях (главные кривизны) в рассматриваемой точке поверхности {\displaystyle \kappa _{1}} и {\displaystyle \kappa _{2}}. Величина:
{\displaystyle K=\kappa _{1}\kappa _{2}}
называется гауссовой кривизной, полной кривизной или просто кривизной поверхности. Встречается также термин скаляр кривизны, который подразумевает результат свёртки тензора кривизны; при этом скаляр кривизны вдвое больше, чем гауссова кривизна.
Гауссова кривизна может быть вычислена через метрику поверхности, и поэтому она является объектом внутренней геометрии (отметим, что главные кривизны к внутренней геометрии не относятся). По знаку кривизны можно классифицировать точки поверхности (см. рисунок). Кривизна плоскости равна нулю. Кривизна сферы радиуса R всюду равна {\displaystyle {\frac {1}{R^{2}}}}. Существует и поверхность постоянной отрицательной кривизны — псевдосфера.

### Кривизна Гаусса для гиперповерхности
Кривизна n-мерной гиперповерхности в точке полностью описывается её главными кривизнами
{\displaystyle k^{(1)},k^{(2)},\dots ,k^{(n)}} и соответствующими главными направлениями.
Рассмотрим (с точностью до знака) симметрические многочлены, составленные из чисел 
{\displaystyle (1)\qquad k^{(1)},k^{(2)},\dots ,k^{(n)}:}
{\displaystyle (2)\qquad \left\{{\begin{array}{rcl}K^{[1]}&=&-(k^{(1)}+k^{(2)}+\dots +k^{(n)})=-\sum \limits _{i}k^{(i)}\\K^{[2]}&=&k^{(1)}k^{(2)}+k^{(1)}k^{(3)}+\dots +k^{(n-1)}k^{(n)}=\sum \limits _{i<j}k^{(i)}k^{(j)}\\\cdots &\cdots &\cdots \cdots \cdots \cdots \cdots \cdots \cdots \cdots \\K^{[n]}&=&(-1)^{n}k^{(1)}k^{(2)}\cdots k^{(n)}\\\end{array}}\right.}
Назовем вышеприведенные величины кривизнами Гаусса соответствующей степени. Общая формула кривизны Гаусса степени m запишется так:
{\displaystyle (3)\qquad K^{[m]}=\sum _{i_{1}<i_{2}<\dots <i_{m}}k^{(i_{1})}k^{(i_{2})}\cdots k^{(i_{m})}}
Кривизны Гаусса являются коэффициентами характеристического многочлена для матрицы тензора полной кривизны гиперповерхности:
{\displaystyle (4)\qquad \det(\lambda \delta _{j}^{i}-b_{j}^{i})=\lambda ^{n}+K^{[1]}\lambda ^{n-1}+\dots +K^{[n-1]}\lambda +K^{[n]}}

## Тензорная формула для кривизны Гаусса
Формула (3) определяет кривизну Гаусса через собственные числа тензора полной кривизны гиперповерхности {\displaystyle b_{ij}}. Попробуем выразить эти величины через компоненты самого тензора {\displaystyle b_{ij}} в любой системе координат. Для вычисления определителя произвольного тензора второго ранга мы имеем такую формулу с использованием тензора метрической матрешки (см. Абсолютно антисимметричный единичный тензор):
{\displaystyle (5)\qquad \det(a_{j}^{i})={1 \over n!}g_{j_{1}j_{2}\dots j_{n}}^{i_{1}i_{2}\dots i_{n}}a_{i_{1}}^{j_{1}}a_{i_{2}}^{j_{2}}\cdots a_{i_{n}}^{j_{n}}}
Подставим в эту формулу {\displaystyle a_{j}^{i}=\lambda \delta _{j}^{i}-b_{j}^{i}}, чтобы вычислить левое выражение формулы (4), тогда имеем:
{\displaystyle (6)\qquad n!\det(\lambda \delta _{j}^{i}-b_{j}^{i})=g_{j_{1}j_{2}\dots j_{n}}^{i_{1}i_{2}\dots i_{n}}(\lambda \delta _{i_{1}}^{j_{1}}-b_{i_{1}}^{j_{1}})\cdots (\lambda \delta _{i_{n}}^{j_{n}}-b_{i_{n}}^{j_{n}})}
Раскроем скобки в формуле (6). Поскольку тензор метрической матрешки {\displaystyle g_{j_{1}j_{2}\dots j_{n}}^{i_{1}i_{2}\dots i_{n}}} не меняется при синхронной перестановке верхних и нижних индексов, то все слагаемые при одинаковой степени {\displaystyle \lambda ^{m}} будут одинаковыми (их количество равно биномиальному коэффициенту {\displaystyle C_{n}^{m}}), и мы получаем:
{\displaystyle (7)\qquad n!\det(\lambda \delta _{j}^{i}-b_{j}^{i})=\lambda ^{n}g_{s_{1}s_{2}\dots s_{n}}^{s_{1}s_{2}\dots s_{n}}-C_{n}^{1}\lambda ^{n-1}g_{js_{2}\dots s_{n}}^{is_{2}\dots s_{n}}b_{i}^{j}+C_{n}^{2}\lambda ^{n-2}g_{j_{1}j_{2}\dots s_{n}}^{i_{1}i_{2}\dots s_{n}}b_{i_{1}}^{j_{1}}b_{i_{2}}^{j_{2}}-\dots }
Поскольку последовательные свертки тензора метрической матрешки равны:
{\displaystyle (8)\qquad g_{j_{1}j_{2}\dots j_{m}s_{m+1}s_{m_{2}}\dots s_{n}}^{i_{1}i_{2}\dots i_{m}s_{m+1}s_{m+2}\dots s_{n}}=(n-m)!\,g_{j_{1}\dots j_{m}}^{i_{1}\dots i_{m}}}
То из формулы (7) и формулы для биномиальных коэффициентов {\displaystyle C_{n}^{m}={n! \over m!(n-m)!}} находим такую формулу для характеристического многочлена (разделив обе стороны уравнения (7) на {\displaystyle n!}):
{\displaystyle (9)\qquad \det(\lambda \delta _{j}^{i}-b_{j}^{i})=\lambda ^{n}-{\lambda ^{n-1} \over 1!}g_{j}^{i}b_{i}^{j}+{\lambda ^{n-2} \over 2!}g_{j_{1}j_{2}}^{i_{1}i_{2}}b_{i_{1}}^{j_{1}}b_{i_{2}}^{j_{2}}-\dots }
Сравнивая формулы (9) и (4), находим такую формулу для кривизны Гаусса:
{\displaystyle (10)\qquad K^{[m]}={(-1)^{m} \over m!}g_{j_{1}j_{2}\dots j_{m}}^{i_{1}i_{2}\dots i_{m}}b_{i_{1}}^{j_{1}}b_{i_{2}}^{j_{2}}\dots b_{i_{m}}^{j_{m}}}

## Выражение через тензор Римана
Для скалярной кривизны гиперповерхности мы имеем такую формулу
{\displaystyle (11)\qquad R=g^{ik}g^{jl}R_{ijkl}=2\sum _{i<j}k^{(i)}k^{(j)}=2K^{[2]}}
Чтобы обобщить эту формулу для более высоких степеней, попробуем заменить произведение двух метрических тензоров в формуле (11) на тензор метрической матрешки четвертого ранга:
{\displaystyle (12)\qquad g^{ijkl}R_{ijkl}={\begin{vmatrix}g^{ik}&g^{il}\\g^{jk}&g^{jl}\end{vmatrix}}R_{ijkl}=(g^{ik}g^{jl}-g^{il}g^{jk})R_{ijkl}=2R=4K^{[2]}}
Для дальнейших вычислений мы перейдем в локальную декартову систему координат в одной из точек многообразия P, и ориентируем её вдоль главных направлений гиперповерхности. В точке P матрица метрического тензора будет единичной:
{\displaystyle (13)\qquad g_{ij}=\delta _{ij}={\begin{cases}1,&i=j\\0,&i\neq j\end{cases}}}
а потому мы можем численно не различать ковариантные и соответствующие контравариантные компоненты тензоров (верхние и нижние индексы). Тензор Римана в точке {\displaystyle P} будет в некотором смысле диагональным, а именно, его ненулевые компоненты будут равны:
{\displaystyle (14)\qquad R_{ijij}=-R_{ijji}=k^{(i)}k^{(j)}\qquad (i\neq j)}
и равны нулю все те компоненты {\displaystyle R_{ijkl}}, где вторая пара индексов {\displaystyle (kl)} не совпадает с {\displaystyle (ij)} с точностью до перестановки в паре.
Левая часть формулы (12) является линейной формой от тензора Римана, а коэффициентами этой формы служат компоненты тензора метрической матрешки. Очевидным обобщением является рассмотрение билинейной формы и форм высших степеней от компонента тензора Римана. Проведем вычисления формулы (12) еще раз и таким образом, чтобы эти вычисления можно было легко обобщить. Имеем, учитывая диагональность тензора Римана:
{\displaystyle (15)\qquad g_{kl}^{ij}R_{ij}^{kl}=\sum _{i,j}\left(\sum _{k,l}g_{kl}^{ij}R_{ij}^{kl}\right)=\sum _{i,j}\left(g_{ij}^{ij}R_{ij}^{ij}+g_{ji}^{ij}R_{ij}^{ji}\right)}
Далее, два слагаемых в правой части формулы (15) одинаковы вследствие антисимметрии по индексам внутри пары как тензора метрической матрешки, так тензора Римана. Кроме того, диагональная компонента метрической матрешки равна единице, поскольку (в следующей формуле сложения по одинаковым индексам не производится, а индексы {\displaystyle i,j} разные):
{\displaystyle (16)\qquad g_{ij}^{ij}={\begin{vmatrix}\delta _{i}^{i}&\delta _{j}^{i}\\\delta _{i}^{j}&\delta _{j}^{j}\end{vmatrix}}={\begin{vmatrix}1&0\\0&1\end{vmatrix}}=1}
Учитывая вышесказанное и формулу (14), превращаем формулу (15) далее:
{\displaystyle (17)\qquad g_{kl}^{ij}R_{ij}^{kl}=2\sum _{i\neq j}1\cdot k^{(i)}k^{(j)}=2\cdot 2!\sum _{i<j}k^{(i)}k^{(j)}=2\cdot 2!K^{[2]}}
Теперь перейдем к вычислению следующей квадратичной формы:
{\displaystyle (18)\qquad \Phi _{2}(R)=g_{k_{1}l_{1}k_{2}l_{2}}^{i_{1}j_{1}i_{2}j_{2}}R_{i_{1}j_{1}}^{k_{1}l_{1}}R_{i_{2}j_{2}}^{k_{2}l_{2}}}
Коэффициентами этой формы служат компоненты тензора метрической матрешки восьмого ранга. Этот тензор имеет две группы индексов, и является антисимметричным по перестановке индексов внутри этих групп. Вычисляем аналогично формуле (15).
{\displaystyle (19)\qquad \Phi _{2}(R)=\sum _{i_{1},j_{1},i_{2},j_{2}}\left(\sum _{k_{1},l_{1},k_{2},l_{2}}g_{k_{1}l_{1}k_{2}l_{2}}^{i_{1}j_{1}i_{2}j_{2}}R_{i_{1}j_{1}}^{k_{1}l_{1}}R_{i_{2}j_{2}}^{k_{2}l_{2}}\right)=2^{2}\sum _{i_{1},j_{1},i_{2},j_{2}}g_{i_{1}j_{1}i_{2}j_{2}}^{i_{1}j_{1}i_{2}j_{2}}R_{i_{1}j_{1}}^{i_{1}j_{1}}R_{i_{2}j_{2}}^{i_{2}j_{2}}}
Обозначим индексы {\displaystyle i_{1},j_{1},i_{2},j_{2}} как {\displaystyle i,j,k,l} для упрощения записи:
{\displaystyle (19a)\qquad \Phi _{2}(R)=2^{2}\sum _{i,j,k,l}g_{ijkl}^{ijkl}R_{ij}^{ij}R_{kl}^{kl}=2^{2}4!\sum _{i,j,k,l \over all\;different}g_{ijkl}^{ijkl}k^{(i)}k^{(j)}k^{(k)}k^{(l)}}
Все четыре индекса {\displaystyle i,j,k,l} должны быть попарно различными, поскольку компоненты тензора метрической матрешки равны нулю при наличии двух одинаковых индексов в одной группе. В правой сумме формулы (19a) стоят диагональные компоненты тензора метрической матрешки, которые равны единице (аналогично формуле 16).
{\displaystyle (19b)\qquad \Phi _{2}(R)=2^{2}\sum _{i,j,k,l \over all\;different}k^{(i)}k^{(j)}k^{(k)}k^{(l)}=2^{2}\cdot 4!\sum _{i<j<k<l}k^{(i)}k^{(j)}k^{(k)}k^{(l)}=2^{2}\cdot 4!K^{[4]}}
Множитель 4! при переходе ко второй сумме в формуле (19a) возник вследствие того, что для одного слагаемого в правой сумме, характеризующегося фиксированным набором четырех различных чисел {\displaystyle i<j<k<l}, соответствует 4! = 24 одинаковых по величине слагаемого в левой сумме, характеризующихся перестановками этих четырех чисел.
Формулы (19), (19a), (19b) легко обобщаются на формы высших степеней. Таким образом получаем общую формулу для нахождения кривизны Гаусса парной степени {\displaystyle 2m}:
{\displaystyle (20)\qquad K^{[2m]}={1 \over 2^{m}(2m)!}g_{k_{1}l_{1}\dots k_{m}l_{m}}^{i_{1}j_{1}\dots i_{m}j_{m}}R_{i_{1}j_{1}}^{k_{1}l_{1}}\cdots R_{i_{m}j_{m}}^{k_{m}l_{m}}}

## Альтернативный вывод формулы кривизны Гаусса для парной степени
Воспользуемся следующим выражением тензора Римана через тензор полной кривизны
{\displaystyle (21)\qquad R_{ij}^{kl}=b_{i}^{k}b_{j}^{l}-b_{j}^{k}b_{i}^{l}}
и начнем в формуле (10) группировать сомножители по два, например начиная с первых двух (здесь мы считаем, что степень {\displaystyle 2m} кривизны Гаусса не меньше двух ({\displaystyle m\geq 1}), и для упрощения записи опустим обозначения {\displaystyle m}):
{\displaystyle (22)\qquad (2m)!K=g_{kl\dots }^{ij\dots }b_{i}^{k}b_{j}^{l}\cdots =-g_{kl\dots }^{ji\dots }b_{i}^{k}b_{j}^{l}\cdots }
Последнее преобразование справедливо вследствие антисимметрии тензора метрической матрешки относительно индексов в верхней группе. Далее, в последнем выражении поменяем местами индексы {\displaystyle i,j}:
{\displaystyle (23)\qquad (2m)!K=-g_{kl\dots }^{ij\dots }b_{j}^{k}b_{i}^{l}\cdots }
Теперь добавим уравнение (22) и (23), при этом учтя (21). Получаем, опять изменив обозначение индексов:
{\displaystyle (24)\qquad 2(2m)!K^{[2m]}=g_{k_{1}l_{1}k_{2}l_{2}\dots k_{m}l_{m}}^{i_{1}j_{1}i_{2}j_{2}\dots i_{m}j_{m}}R_{i_{1}j_{1}}^{k_{1}l_{1}}b_{i_{2}}^{k_{2}}\cdots b_{i_{m}}^{k_{m}}b_{j_{m}}^{l_{m}}}
Множитель 2 в левой части уравнения (24) появился в результате группировки двух множителей  {\displaystyle b_{i_{1}}^{k_{1}}b_{j_{1}}^{l_{1}}}. Очевидно, мы можем аналогичным образом сгруппировать попарно и остальные сомножители, тогда в левой части мы получим множитель {\displaystyle 2^{m}}, а в правой - выражение, в котором участвует только тензор Римана и тензор метрической матрешки, т.е. мы получим формулу (20).

## Кривизна Гаусса нечетной степени
Кривизна Гаусса нечетной степени также связана с тензором Римана, но более сложными формулами, чем (20). К тому же из этих формул кривизна Гаусса выражается неоднозначно.

## Значение кривизны Гаусса
В начале было дано определение кривизны Гаусса только для гиперповерхности (формулы 2, 3). Но формула (20), как и формулы для нахождения кривизны Гаусса нечетной степени, позволяют распространить это понятие на произвольные (абстрактные) многообразия. Таким образом мы можем рассматривать кривизны Гаусса как скалярные инварианты тензора Римана.
Внутренняя кривизна многообразия полностью описывается тензором Римана.
Кривизну Гаусса как скаляр можно интегрировать по объему всего многообразия (смотрите статью Интегралы Гаусса). Интеграл от K [n] является топологическим инвариантом n-мерного многообразия (не меняется при непрерывной деформации многообразия).

## Формула Бриоски для двумерной поверхности
- Кривизна Гаусса двумерной поверхности может быть выражена через коэффициенты её первой квадратичной формы

{\displaystyle ds^{2}=Edu^{2}+2Fdudv+Gdv^{2}}
и их производные первого и второго порядков по так называемой формуле Бриоски: 
{\displaystyle K={\frac {{\begin{vmatrix}-{\frac {1}{2}}E_{vv}+F_{uv}-{\frac {1}{2}}G_{uu}&{\frac {1}{2}}E_{u}&F_{u}-{\frac {1}{2}}E_{v}\\F_{v}-{\frac {1}{2}}G_{u}&E&F\\{\frac {1}{2}}G_{v}&F&G\end{vmatrix}}-{\begin{vmatrix}0&{\frac {1}{2}}E_{v}&{\frac {1}{2}}G_{u}\\{\frac {1}{2}}E_{v}&E&F\\{\frac {1}{2}}G_{u}&F&G\end{vmatrix}}}{(EG-F^{2})^{2}}}}
- В случае {\displaystyle F=0} (так называемая ортогональная параметризация поверхности) эту формулу можно переписать в виде

{\displaystyle K=-{\frac {1}{2{\sqrt {EG}}}}\left({\frac {\partial }{\partial u}}{\frac {G_{u}}{\sqrt {EG}}}+{\frac {\partial }{\partial v}}{\frac {E_{v}}{\sqrt {EG}}}\right).}
- В случае, если поверхность задана как график дифференцируемой функции {\displaystyle z=f(x,y)} в трёхмерном евклидовом  пространстве с метрикой {\displaystyle ds^{2}=dx^{2}+dy^{2}+dz^{2}}, эта формула принимает вид

{\displaystyle K={\frac {f_{xx}\cdot f_{yy}-f_{xy}^{2}}{(1+f_{x}^{2}+f_{y}^{2})^{2}}}}
- Если поверхность в трёхмерном евклидовом  пространстве с метрикой {\displaystyle ds^{2}=dx^{2}+dy^{2}+dz^{2}} задана уравнением {\displaystyle f(x,y,z)=0}, формула принимает вид[2]

{\displaystyle K={\frac {[f_{z}(f_{xx}f_{z}-2f_{x}f_{xz})+f_{x}^{2}f_{zz}][f_{z}(f_{yy}f_{z}-2f_{y}f_{yz})+f_{y}^{2}f_{zz}]-[f_{z}(-f_{x}f_{yz}+f_{xy}f_{z}-f_{xz}f_{y})+f_{x}f_{y}f_{zz}]^{2}}{f_{z}^{2}(f_{x}^{2}+f_{y}^{2}+f_{z}^{2})^{2}}}}
- В случае, если первая квадратичная форма конформно эквивалентна евклидовой, то есть {\displaystyle E=G=e^{u}} с некоторой функцией {\displaystyle u=u(x,y)} и {\displaystyle F=0}, формула для кривизны Гаусса принимает вид

{\displaystyle K=-{\frac {1}{2e^{u}}}\Delta u,}
где {\displaystyle \Delta } — оператор Лапласа.